# Lykkesholm (Djursland)
 For alternative betydninger, se Lykkesholm. (Se også artikler, som begynder med Lykkesholm)
Lykkesholm er en gammel sædegård mellem Trustrup og Balle på Djursland. Den nævnes første gang i 1552.  Den fredede hovedbygning er opført i 1804.
Lykkesholm hører til Lyngby Sogn i Norddjurs Kommune.
Lykkesholm Gods er på 434 hektar med Vedelshøj

## Ejere af Lykkesholm
- (1552-1580) Erik Juel
- (1580-1590) Anne Friis gift Juel
- (1590-1620) Iver Eriksen Juel
- (1620-1643) Børge Trolle
- (1643-1673) Erik Høg Banner
- (1673-1683) Iver Juul Eriksen Høg Banner
- (1683) Helle Børgesdatter Trolle gift (1) Banner (2) Krag
- (1683-1700) Niels Iversen Trolle Høg Banner
- (1700) Helle Børgesdatter Trolle gift (1) Banner (2) Krag
- (1700-1722) Palle Krag
- (1722-1728) Christian Danneskiold-Samsøe
- (1728-1753) Frederik Christian Danneskiold-Samsøe
- (1753-1754) Adam Gottlob lensgreve Moltke
- (1754-1760) Volrad August von der Lühe
- (1760-1766) Palle Krag von Hoff
- (1766-1785) Johan Frederik Sehested
- (1785-1802) Pouline Fabritius de Tengngel gift Sehested
- (1802-1823) Otto Christoffer Mønsted
- (1823-1835) Peter Mørk Mønsted / P. Achton
- (1835-1844) Margrethe G. S. Mønsted gift (1) Achton (2) Westergaard
- (1844-1875) A.H. Westergaard
- (1875-1897) Otto Mønsted Achton
- (1897-1929) Jørgen Blach
- (1929-1942) Antoinette Frederikke Krag gift Blach
- (1942-1963) Tage Blach (søn)
- (1963-2001) Mogens Blach (søn)
- (2001-nu) Jørgen Blach (søn)